# 郭孔華
郭孔華（1979年—），香港企業家，中共政治人物、北京市政協委員、馬來西亞企業家郭鶴年之子。

## 生平
美國哈佛大學經濟系畢業、歷任嘉里建設主席、嘉里物流副主席、豐益國際有限公司非執行董事兼獨立非執行董事、港大校董、2015年6月，郭孔華加入嘉里建設並任非執行董事；2019年6月，被委任為嘉里建設董事會副主席兼行政總裁。

及若干嘉里集團附屬企業董事。

## 家庭
大馬糖王郭鶴年兒子